# 羅曼·格里芬·戴維斯
罗曼·格里芬·戴维斯 （英語：Roman Griffin Davis，2007年3月5日—），是一名擁有英法兩籍的男演員。他因在電影《兔嘲男孩》擔綱主角而廣受好評，並贏得評論家選擇電影獎及獲得第77屆金球獎最佳音樂及喜劇類電影男主角提名，他也成為史上第二年輕獲得金球獎提名的演員（2019年羅曼為12歲）。

## 早期生活
2007年，戴维斯生于英國伦敦。
他持有英法兩籍。父親本·戴維斯（Ben Davis）是一位知名電影攝影指導，曾參與《金盞花大酒店》和令他入圍英國電影獎最佳攝影的《廣告牌殺人事件》（《廣告牌殺人事件》之中，作為演員的山姆·洛克威尔與羅曼的父親合作拍攝電影，而也憑這部電影奪得奧斯卡最佳男配角，巧合的是他和羅曼在《兔嘲男孩》之中也有合作）兩部同為福斯探照燈出品（巧合地，福斯探照燈影業又正是羅曼首部電影《兔嘲男孩》的發行公司）的電影，以及《星際異攻隊》、《復仇者聯盟2：奧創紀元》等多部漫威電影。
而他的母親卡蜜兒·格里芬（Camille Griffin）也是一位導演兼編劇，還曾參與《星際大戰首部曲：威脅潛伏》製作。祖父麥克·戴維斯（Mike Davis）是一名攝影師和攝影機操作員，他與雙胞胎兄弟基比·格里芬·戴維斯（Gilby Griffin Davis）和哈迪·格里芬·戴維斯（Hardy Griffin Davis）跟父母生活在東薩塞克斯。

## 职业生涯
羅曼在九岁開始參加電影試鏡。在這之前他也有在學校的話劇中演出，不過有時並非扮演主角。
他在十一歲出演了他的處男作：諷刺黑色喜劇電影《兔嘲男孩》。羅曼的雙胞胎兄弟：基比與哈迪，也以納粹創造的複製人的角色在電影中出演 。他還出演了 2021 年由他母親卡米爾格里芬執導的喜劇片《平安夜》。
2020年《浮華世界》的荷里活特刊封面之中，羅曼也有出現。

## 作品
| 年份    | 名稱                               | 角色                   | 備注 |
| ------- | ---------------------------------- | ---------------------- | ---- |
| 2019    | 《兔嘲男孩》（Jojo Rabbit）        | 約翰尼斯·“喬喬”·貝茲勒 |      |
| 2021/12 | 《最後一個平安夜》（Silent Night） | 亞特 Art               |      |

## 個人生活
羅曼在接受DP/30訪問時，羅曼表示他是素食主義者
羅曼還有一個在FOX工作的教母。他稱：「她是我媽媽最好的朋友，她在FOX工作。當時我們去跟她的同事打招呼，而他們就問『你有為《陽光兔仔兵》試過鏡嗎？』當時我以為是《比得兔》的續集。」
羅曼在接受《Deadline》訪問時透露：「 在家中，大家的話題只有電影，小時候常去看父親劇組拍攝，待在劇組就像是自己家一樣的自在，一直很嚮往成為電影人。 ，「我記得有一天離開餐館，那是禮拜天晚上，我坐在車上想著隔天要上學了，我心想，老天爺啊，我需要逃離上學，可是我又怎麼能夠輟學？所以，我想，我必須去工作，而我真正能工作的地方是電影業，除了表演，我什麼也做不了。所以我問媽媽，可以幫我找個經紀人嗎？」
他希望可以在未來演出的作品當中，繼續地傳遞一些重要的訊息，「我真的希望傳遞一些與當今息息相關的重要想法，具有教育意義，這是我覺得電影製作最棒的地方，人們可以從中學到一些東西。」

## 趣聞
- 羅曼在接受《浮華世界》雜誌訪問時，表示自己一開始並不知道自己試鏡飾演的角色「喬喬」及電影《兔嘲男孩》原來是講述在納粹時期的故事：「我還以為這部電影的故事是關於《比得兔》的。」[13] 另外，在羅曼在拍攝電影最開心的地方是可以向希特拉狂說「Fxxk Off」。他稱：「這真的很有趣，因為導演指示我可以用不同方式演繹。」

- 羅曼是金球獎第二年輕獲得金球獎提名的演員，提名的獎項為最佳音樂及喜劇類電影男主角；在第77屆金球獎之中，雖然音樂/喜劇類最佳男主角由泰隆·艾格頓憑着《火箭人》飾演艾爾頓·強而奪得，但在艾格頓發表的得獎感言時，也不忘讚美羅曼在《兔嘲男孩》之中的精彩表現。而艾格頓更是羅曼的偶像之一，羅曼最喜愛的電影之一包括艾格頓主演的《金牌特務：機密對決》，而羅曼的父親也有協助拍攝該電影。[14]

- 《皇家特務》系列電影導演馬修·范恩（羅曼父親的電影拍攝工作的多次合作夥伴）送給了羅曼一件橙色西裝，西裝模仿了《金牌特務：機密對決》電影之中主角蓋瑞·「伊格西」·安文（泰隆·艾格頓飾演）的設計，而正好艾格頓是羅曼的偶像，因此在第77屆金球獎頒獎禮上，羅曼就穿了該套橙色西裝出席典禮。[14]
- 羅曼回想當初試鏡過程，羅曼說一切都是意外，當時他的攝影師父親需要拍攝《驚奇隊長》，於是一家才搬到洛杉磯，而他也因此而獲得試鏡機會。他在倫敦出席《陽光兔仔兵》首映禮時都曾表示，他之所以有機會演出《陽光兔仔兵》，是因為他在恰當的時機出現在恰當的地點：「當時父親在拍攝Marvel電影，所以我在洛杉磯。」。
- 羅曼原本只是去媽媽的辦公室，一邊去認識媽媽在福斯影片的同事朋友，然後卻被臨時推薦去參加《兔嘲男孩》的試鏡，當時他只有5分鐘的時間去準備2頁的腳本，透過訊號不良的視訊，與遠在英國的導演塔伊加直接試鏡演出，過程中還斷訊，讓羅曼聽不清楚導演的指令，便自己去演繹詮釋，沒想到最後中選。[15]
- 首度演出電影便要與好萊塢一線影星互動表演，羅曼認為自己碰上一群非常棒的演員前輩，笑說自己可以花上14頁以上的篇幅來講每位演員的好，「史嘉蕾·喬韓森就如同她的角色羅絲一樣溫暖，她還教我很多表演技巧，大家都對我很好，史嘉蕾、山姆·洛克威爾、瑞貝·威爾森…都非常鼓勵我，也歡迎我，讓我覺得可以很自在地跟他們一同演戲。」[15]

## 外部連結
- 羅曼·格里芬·戴維斯在互联网电影资料库（IMDb）上的資料（英文）